# Herpele
Herpele is een geslacht van wormsalamanders (Gymnophiona) uit de familie Herpelidae. De groep werd voor het eerst wetenschappelijk beschreven door Wilhelm Peters in 1880.
Er zijn twee soorten die voorkomen in delen van Afrika en leven in de landen Centraal-Afrikaanse Republiek, Nigeria en Congo-Kinshasa. Mogelijk komen ook soorten voor in Angola.

## Soorten
Geslacht Herpele
- Soort Herpele multiplicata
- Soort Herpele squalostoma